# Reynaldo Armas
Reynaldo Armas Enguaima (Santa María de Ipire, Guárico; 4 de agosto de 1953) es un cantante y compositor venezolano. Su carrera artística está basada en el género de la música folklórica, es muy bien conocido como «El Nº 1 de la Canta Criolla», así como también con el seudónimo de «El Cardenal Sabanero».
Fue galardonado con el premio Grammy Latino, en el año 2013 por el álbum El Caballo de Oro y en 2015 recibió la nominación por el álbum  La Muerte del Rucio Moro, ambos tanto la nominación como el premio recibido fueron en  la categoría "Mejor álbum folklórico". convirtiéndose en el primer venezolano intérprete de música llanera en recibir un Grammy Latino. El cantante colombiano, El Cholo Valderrama recibió el Grammy Latino en esta categoría en 2008.
Frecuentemente se dice que es Licenciado en Letras, pero se trata de un error común en internet puesto que todo su conocimiento poético es empírico. En 2023 fue homenajeado con un doctorado honoris causa, otorgado por la Universidad Pedagógica Experimental Libertador (UPEL).

## Biografía
Sus padres fueron Nicasio Armas Figueroa y Modesta Enguaima Hernández, es el hijo menor de cinco hermanos. Cuando tenía nueve años de edad, su familia se mudó de su pueblo natal Caño Morocho a Zaraza, donde a los 11 años comenzó a ser parte de espectáculos musicales en radio Zaraza en un programa que se realizaba a partir de las 5 p. m.. Escribió su primera canción "Nadie tiene que saber" a los 12 años.
Su primera presentación en vivo la realizó en el pueblo de Pariaguán al sur del Estado Anzoátegui. A los 15 años se unió a un grupo de Gaita zuliana, para el cual escribió varias canciones.
A los 16 años, participó en varios concursos y ganó algunos premios, para luego trabajar en locales nocturnos de la ciudad de Caracas dedicados a la música llanera.
En 1975 consiguió su primer contrato discográfico, para grabar su primer álbum LP titulado "Yo También Quiero Cantar" con el apoyo del maestro José Romero Bello y José Rafael Martínez Arteaga "El Cazador Novato", teniendo éxito en Venezuela y Colombia.
Posteriormente publica el álbum "La inspiración del poeta" en 1978, con esta producción discográfica logró gran popularidad por toda Venezuela y es bien recibida por personas de diferentes edades y estratos sociales. Así logró darle un renovado matiz a la música llanera, abriendo la posibilidad a otros cantantes, músicos y compositores del género llanero para ofrecer al público sus producciones musicales, por cuanto Reynaldo había popularizado la música llanera en toda Venezuela.
En 1987, público el álbum "Mi Credo", en el cual contiene uno de los temas más queridos por el público y por el que es más recordado "La Muerte del Rucio Moro", el cual fue usado posteriormente como título en su nueva versión para su álbum en 2015.
Ha escrito más de 400 canciones y grabado 34 álbumes, considerándose como uno de los cantautores más prolíficos de música llanera venezolana.
Reynaldo Armas se estableció en Caracas en 1971 y se presentó regularmente en Colombia y España, donde goza de gran popularidad. Desde hace años ha incursionado con éxito en ciudades de Estados Unidos, como Miami, Orlando, Salt Lake City y Nueva York.

## Incursión en la política
A mediados del año 2008, con motivo de las elecciones regionales de su país, incursionó en la política con el fin de alcanzar la gobernación de su estado natal, fundando así su propio partido político llamado GEMORO. Sin embargo, no logró triunfar.

## Discografía
Reynaldo Armas ha tenido alrededor de 34 placas discográficas publicadas, éstas se destacan:
| Año  | Título                                                               | Discográfica            |
| 1975 | Disco de 45 RPM (con los temas: "Mi primer amor" y "Cariño fingido") |                         |
| 1975 | Yo también quiero cantar                                             | Divensa                 |
| 1978 | La inspiración del poeta                                             | Dimus, Discos Cachilapo |
| 1979 | Cantor, poeta y pintor                                               | Pluma Records           |
| 1980 | La flor de la amistad                                                | Pluma Records           |
| 1981 | El indio                                                             | FM Discos               |
| 1982 | Todo un señor                                                        | Pluma Records           |
| 1983 | En el bicentenario de Bolívar                                        | Sonográfica Lanza C.A.  |
| 1984 | El amor más grande                                                   | Sonográfica Lanza C.A.  |
| 1985 | Pa' los muchachos                                                    | Sonográfica Lanza C.A.  |
| 1985 | Enamoramiento (Romántico)                                            | Sonográfica Lanza C.A.  |
| 1986 | A quien pueda interesar                                              | Sonográfica             |
| 1987 | Mi credo                                                             | Sonográfica             |
| 1988 | Romance campesino                                                    | Sonográfica             |
| 1989 | Con mucho sentimiento                                                | Sonográfica             |
| 1989 | Pa' que te acuerdes de mí                                            | Manoca Records          |
| 1990 | El serenatero                                                        | Manoca Records          |
| 1991 | El amor y la envidia                                                 | Velvet                  |
| 1992 | No hay mal que dure cien años                                        | Velvet                  |
| 1993 | Colosal                                                              | Taguapica               |
| 1994 | Aquí está el Cardenalito                                             | Sonográfica - Taguapica |
| 1995 | Génesis                                                              | Sonográfica             |
| 1996 | La manzana                                                           | Sonográfica             |
| 1998 | Látigo en mano                                                       | Taguapica               |
| 1999 | Reflexiones del año 2000                                             | Taguapica               |
| 2000 | Reynalderías                                                         | Taguapica               |
| 2003 | El vuelo                                                             | Taguapica               |
| 2005 | Tu cantante favorito                                                 | Discos Fuentes          |
| 2007 | Entre muchachas y guacharacas                                        | Taguapica               |
| 2010 | El campeón                                                           | Taguapica               |
| 2012 | Me Emborraché pa' olvidarla                                          | Taguapica               |
| 2013 | El caballo de oro                                                    | Vibra Music             |
| 2015 | La muerte del Rucio Moro                                             | Taguapica               |
| 2017 | Repasando distancias                                                 | Taguapica               |
| 2021 | En Cuarentena                                                        | Taguapica               |

## Premios
Ha obtenido muchos galardones en su país de origen Venezuela, durante su trayectoria artística, como por ejemplo:
- Guaicaipuro de Oro (1)
- Meridiano de Oro (11)
- Meridiano de Platino (1)
- Premio Ronda de Oro (8)
- Premio Ronda de Platino (1)
- Mara de Oro (varios)

Adicionalmente ha estado nominado al Grammy Latino en 3 oportunidades (2012, 2013 y 2015), saliendo triunfador en el año 2013 con el álbum, "El caballo de oro", en la categoría, "Mejor álbum folclórico".Otra de las nominaciones recibidas fue a los Premios Pepsi Music de 2014.